# برطعة
برطعة (بالعبرية: בַּרְטַּעָה) هي قرية عربية تقع في منطقة المثلث الشمالي، على الخط الأخضر الفاصل بين إسرائيل والضفة الغربية. منذ عام 1949 قسمت القرية إلى قسمين؛ «برطعة الغربية» في الجانب الإسرائيلي و«برطعة الشرقية» في الجانب الفلسطيني. يُدير الجزء الخاضع للحكم الإسرائيليّ من القرية «مجلس بسمة الإقليمي» وهو عبارة عن سلطة إقليمية مشتركة لكل من برطعة الغربية، عين السهلة ومُعاوية، أما القسم الشرقي فيديره المجلس القروي برطعة التابعة للسلطة الفلسطينيّة.

## التسمية
بَرْطَعَة، بالفتح وسكون الراء ويُحتمل أن يكون الاسم تحريفًا عن كلمة «بارتا» السريانية، بمعنى نعجة، وقد تكون مشتقة من «Perta» السريانية أيضًا، بمعنى الخصب. عُرفت القرية بعدة أسماء منها واد المي والحنانة ورأس العين. يروي سكان القرية أن تسمية برطعة نسبةً للشيخ محمد البرطعاوي وهو أحد رجال صلاح الدين الأيوبي الذي كان يحارب معه واستقر في مكان مرتفع بالقرية يُسمَّى خربة برطعة، ليرصد تحركات الصليبيين على الساحل، وعند انتصار الجيوش الإسلامية كان ينزل إلى السهل في برطعة جيئة وذهابًا من نشوة النصر وشدة الفرح، فدرج الناس على القول برطعَ الشيخ.

## الموقع
تقع قرية برطعة الشمال الغربي لمدينة جنين وجنوبي مدينة حيفا، تحيط بها قرية عرعرة من الشمال وقرية يعبد وطورة الغربية وطورة الشرقية ومدينة أم الفحم وقراها من الشرق ومن الجنوب تجاورها قرى ظهر العبد وقفين وزبدة ومن الغرب تجاورها قرية أم القطف وقرية وادي عارة المهجّرة وكذلك خربة عبّاس المهجرة وعيون الأساور المهجّرة. تعدّ قرية واحدة من القرى الفلسطينية الواقعة على سلسلة جبل الخطاف، والتي تبدأ من جبل إسكندر أم الفحم وتنتهي نواحي قرية برطعة وأم القطف.

## تاريخ

### بين الأعوام 1949-1967
بين عامي 1949م و1967م كانت برطعة مقسمة بين الأردن وإسرائيل. بعد احتلال الضفة الغربية من قبل الجيش الإسرائيلي، سيطرت إسرائيل على القرية بأكملها وتم توحيدها، غير أن سكان الجزء الأردني سابقًا احتفظوا بجنسيتهم الأردنية وكانوا خاضعين للحكم العسكري المفروض على الضفة الغربية وفقد هؤلاء السكان علاقتهم بالأردن أثر إعلان الملك حسين فك ارتباط المملكة الهاشمية بالضفة الغربية عام 1988م. وبين الأعوام 1952 -1967 منع السكان بين شطري من التواصل والتلاقي فنشأ مجتمعان متمايزان، حيث قسم نبع المياه وذلك أقيمت مدارس ومساجد تخصّ كل شطر من شطري القرية تتبع أنظمة مختلفة، في الشطر الشرقي كان هناك تواصل مع الوطن العربي والأردن تحديدًا، أما الشطر الغربي فخضع للحكم العسكري الإسرائيلي وذلك بين الأعوام (1952-1967) على أثر حرب عام 1967 حرب النكسة، أُزال المنع بين الشطرين فأصبحت الحياة الاجتماعيّة تدريجيا تعود إلى ما كانت عليه عبر الزيجات المختلطة بين الشطرين ولكن ظل النظام السياسيّ على حاله، الشطر الشرقيّ خاضع للحكم العسكري الإسرائيليّ وفيما بعد السلطة الوطنية الفلسطينية بعد أوسلو 1993، أما الشطر الغربي فهو خاضع للحكم الإسرائيليّ. لا فاصل ولا جدار بين الشطرين، ولكن الشطر الشرقي معزول عن الضفة الغربية بحاجز عسكري تديره شركة أمنية.

#### الاعتداء عام 1956
في عام 1956 وتحديدًا في تاريخ 21 آذار\ مارس عام 1956، بعد سيطرة الجيش الأردني على القسم الشرقيّ من القرية انضمّ أبناء القرية لصفوف الحرس الوطنيّ الأردنيّ، وأقيم في الوقت نفسه مركزًا للجيش الأردني في القرية، وكان من بين هؤلاء حسن قاسم حسن كبها الذي انخرط في صفوف الحرس القروي. بدأت المعركة حين دخلت القوّات الإسرائيليّة البلدة في القسم الغربيّ وتمركّزت حيث المدرسة الابتدائية اليوم، وعلم الأهالي بأن جيش الاحتلال الإسرائيليّ سوف يتقدّم ليضرب ويهجّر القرية، فقام حسن قاسم حسن والكتيبة التي معه بخطّة، فقد أخلوا برطعة الغربيّة من السكّان إلى الكهوف والمغر شرقيّ القرية ولم يبقَ في القرية سوى المسنين والمقاتلين من أبناء القرية وحرس البادية الأردني فتصدّى لهم أبناء القرية والجيش الأردنيّ ببنادق خفيفة ورشاشات برين أما الطرف لإسرائيليّ كان مدجّجًا بالسلاح والمدفعية الثقيلة، استمرّت المعركة من الساعة الثانية عشرة ظهرًا حتى الساعة السادسة مساءً وأصيب بها حسن قاسم حسن كبها في قدمه واستبسل في المعركة رغم إصابته حتى وصل الجيش الأردنيّ من يعبد إلى برطعة وتمركّزوا بخربة برطعة وبدأ الضرب المدفعيّ نحو مركز كتيبة الاحتلال الإسرائيليّ. وصفت الجامعة العربيّة هذا الاعتداء بقولها: «قرية برطعة عربيّة فلسطينيّة يقسمها أعجب خطٍّ في التاريخ إلى قسمين: يقع أحدهما تحت الاحتلال الإسرائيليّ والآخر تحت السيادة الأردنيّة الهاشميّة».

### الانتفاضة الأولى
في أيام الانتفاضة ظهر تقسيم القرية من جديد حيث امتنع السكان الإسرائيليين من المساهمة العلنية في العمليات ضدّ إسرائيل بخلاف سكان الجزء الشرقي من القرية، وانضم الجزء الشرقي إلى السلطة الوطنية الفلسطينية بموجب اتفاقية أوسلو. أما الآن فيواجه سكان القرية فلسطينيي الجنسية مشكلة خاصة بسبب بناء الجدار الفاصل شرقي القرية، ومع أن موقع الجدار يتيح للسكان العبور بين قسمي القرية بكل حرية، إلا أنه يعرقل الدخول إلى مدن وقرى الضفة الغربية ولا تسمح السلطات الإسرائيلية لسكان الشطر الشرقي من الدخول إلى إسرائيل لمن لا يحمل الجنسية الإسرائيلية أو تصريح خاص، بالتالي يصعب على السكان فلسطينيي الجنسية الخروج من القرية إلى أي جهة.

### الانتفاضة الثانية
بعد الانتفاضة الأخيرة عام 2000م تم إغلاق الكثير من المدن والأسواق الفلسطينية ومن أبرزها «سوق باقة»، «جنين» و«قلقيلية» حيث كان أغلب زبائنهم من عرب 48 داخل إسرائيل، أدى ذلك إلى ازدهار التجارة في قرية برطعة كونها تقع على حدود الضفة الغربية ومفتوحة على إسرائيل، وأيضًا تقع على بوابة رئيسية على الجدار الفاصل الذي بني بعد الانتفاضة الثانية لفصل الضفة الغربية عن إسرائيل، وأصبحت تزدهر وتنمو شيئًا فشيئًا إلى أن ضمت أسواق ومحلات تجارية كبيرة يديرها تجار كبار من المدن الفلسطينية.

## الموقع
تقع قرية برطعة في الشمال الغربي من مدينة جنين ومن الجنوب الشرقي لمدينة حيفا على الخطّ الأخضر في المثلث. تقع القرية ضمن سلسلة جبال الخطّاف وهي جزء من سلسلة جبال نابلس، وجزء منها يقع في منخفض واسع، يعبره واد يشكّل حدودا طبيعية وسياسية بين شطري القرية، قُسمت القرية في اتفاقية رودوس عام 1949 بين الأردن و«إسرائيل».
تقع القرية على جبلين سكنها الأوائل نسبةً لاكتشاف نبع ارتوازي وقد ساعد هذا على توافد الناس لهذة المنطقة ومن عائلات مختلفة ومن أهم العائلات عائلة «آل كبها» الذي يعود أصلها إلى قرية يعبد المجاورة لبرطعة وتشتهر هذة العائلة بكبرها وانتشارها في عدة مناطق مثل الأردن وغيرها من الدول المجاورة، وكان لهذة العائلة في ذلك الوقت زعيم أو مختار.أما في يومنا فهناك مجلس محلي يحكمه رئيس وأعضاء منتخبين.

## ضم أحادي الجانب
في 20 يوليو 2023، أعلنت الحكومة الإسرائيلية أنها ستضم قرية برطعة الشرقية إلى إسرائيل. جاء قرار الضم في أعقاب تصويت الكنيست الإسرائيلي على قانون يوسع السيادة الإسرائيلية على أجزاء من الضفة الغربية. يشمل القانون ضم برطعة الشرقية، بالإضافة إلى 32 قرية أخرى. أثار قرار الضم انتقادات واسعة النطاق من الفلسطينيين والمجتمع الدولي. اعتبره الفلسطينيون انتهاكًا للقانون الدولي، واعتبره المجتمع الدولي غير قانوني وغير شرعي. رفضت السلطة الفلسطينية قرار الضم، وأعلنت أنها ستتخذ إجراءات قانونية ضده. وحذرت أيضًا من أن قرار الضم سيؤدي إلى تصعيد العنف في المنطقة، وأصدرت الولايات المتحدة بيانًا أعربت فيه عن قلقها من قرار الضم. حثت الولايات المتحدة إسرائيل على إلغاء قرار الضم، وإعادة فتح الحوار مع الفلسطينيين.